# Solaster endeca
De negenvoeter (Solaster endeca) is een zeester uit de familie Solasteridae. De wetenschappelijke naam van de soort werd in 1771 gepubliceerd door Carl Linnaeus.

## Kenmerken
De schijf wordt ongeveer 35 cm in doorsnee. Het aantal armen bedraagt 8 tot 15, doorgaans 10 tot 12. De onderkant is witachtig van kleur.

## Leefwijze
S. endeca is een roofdier.  In de Atlantische Oceaan voedt het zich, net als bij de gestekelde zonnester (Crossaster papposus), met andere zeesterren en tweekleppige weekdieren, maar in de Stille Oceaan bestaat zijn dieet voornamelijk uit zeekomkommers en andere ongewervelde dieren. S. endeca is erg roofzuchtig, en kan dieren van zijn eigen grootte verorberen. Daarbij kunnen ze zich tamelijk snel verplaatsen.

## Verspreiding en leefgebied
De soort komt voor in de noordelijke Atlantische Oceaan, de Noordelijke IJszee en het aansluitend deel van de noordelijke Grote Oceaan. Langs de Europese kusten loopt het verspreidingsgebied tot de Zuidkust van Ierland: in de Noordzee, langs de Engelse kust, tot Cullercoats. Op diepten van 0 tot 450 meter. 